# Eutichurus tropicus
Eutichurus tropicus is een spinnensoort uit de familie van de Cheiracanthiidae.
De wetenschappelijke naam van de soort werd in 1866 gepubliceerd door Ludwig Carl Christian Koch.